# Всероссийский мусульманский совет

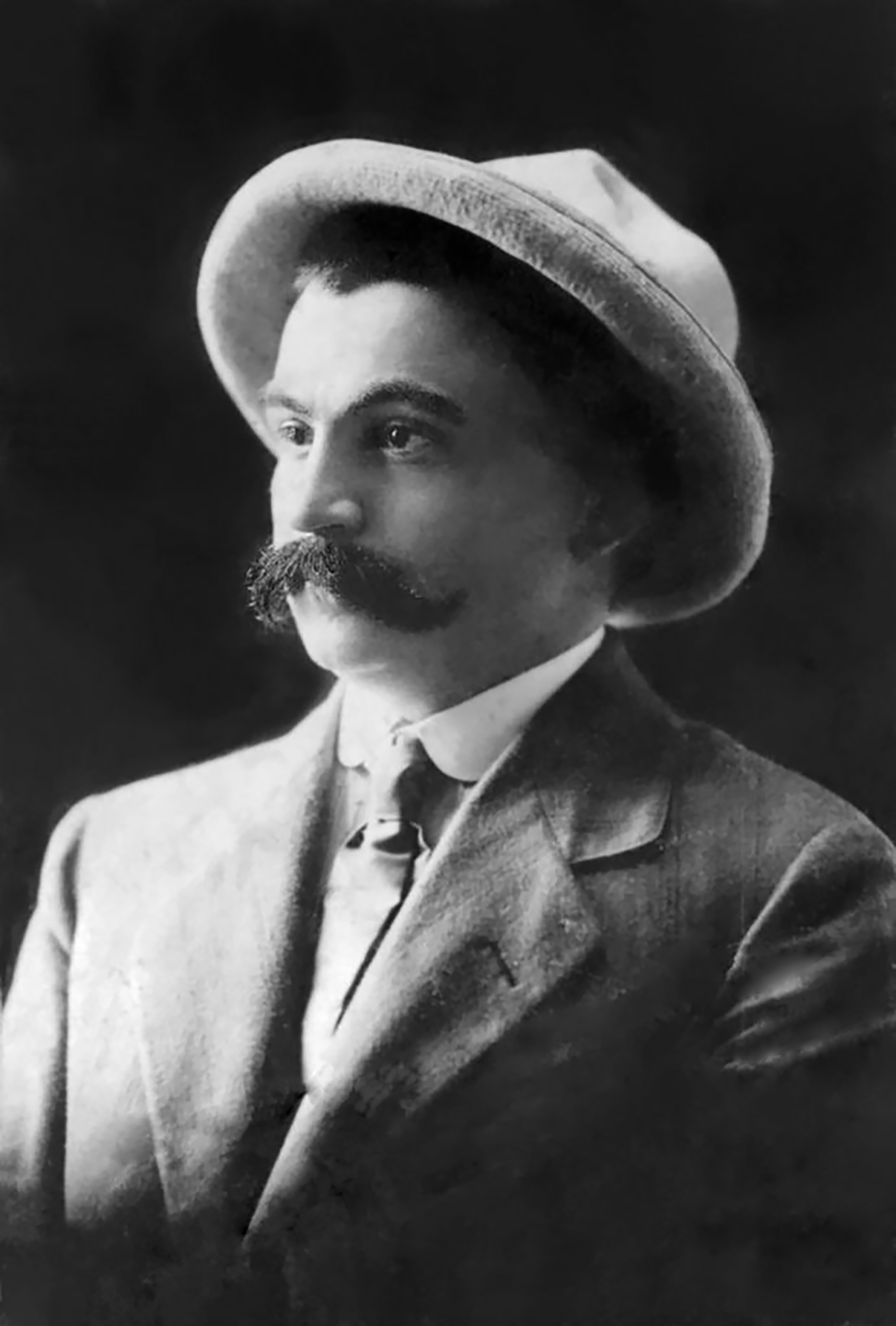
Ахмед Цаликов, председатель Исполнительного комитета Всероссийского мусульманского совета

Всеросси́йский мусульма́нский сове́т — выборный орган мусульман бывшей Российской империи, созданный Всероссийским съездом мусульман в мае 1917 года. Совет пытался отстаивать права мусульман в условиях двух российских революций, но безуспешно. 23 мая 1918 года Совет был распущен властями Советской России.

## Создание Совета
Февральская революция привела к активизации движения мусульман России. В Москве прошел Всероссийский съезд мусульман, который 11 мая 1917 года принял решение о создании Всероссийского мусульманского совета.

## Состав Совета и его исполнительного комитета
В Совет были избраны 30 человек. Также был создан исполнительный комитет (Икомус) из 12 членов, председателем которого стал Ахмед Цаликов. Большинство (7 из 12) членов Икомус были членами Временного центрального бюро российских мусульман: Ахмед Цаликов, Ахмет-Заки Валидов, Муса Бигеев, Али Боданинский, Леманов, Садретдин Максудов и Мухамедиаров. Местом пребывания Икомус был определён Петроград.
В дальнейшем состав Совета и Икомус пополнялся мусульманскими делегатами. Так, 13 июня 1917 года временный Закавказский исполком направил в Совет от Баку Мустафу-бека Векилова и ещё нескольких делегатов.

## Печатный орган Совета
Печатным органом Совета стала газета «Известия Всероссийского мусульманского совета», первый номер которой вышел 30 июня 1917 года. Эта газета сменила «Известия Временного центрального российского бюро мусульман». Последний номер газеты вышел 11 января 1918 года.

## Деятельность Совета при Временном правительстве
Всероссийский мусульманский совет обратился к Временному правительству с просьбой по всем вопросам, касающимся мусульман, взаимодействовать только с ним как с «единственным политическим центром всего мусульманского мира России». В конце мая 1917 года Икомус делегировал своих представителей в петроградские Советы крестьянских, рабочих и солдатских депутатов, в Комиссию по духовным делам при Департаменте инославных исповеданий МВД, в Государственный комитет по народному образованию при Министерстве народного просвещения.
Член Всероссийского мусульманского совета Исхаков работал в Особой комиссии при министре юстиции Временного правительства по обследованию деятельности бывшего Департамента полиции МВД и подведомственных ему учреждений. Исхаков составил список секретных сотрудников царской полиции, которые информировали её о мусульманском движении (одним из таких сотрудников оказался татарский журналист Каюм Гафуров) и передал его Цаликову.
4 июля 1917 года Икомус принял решение направить делегацию в правительство для переговоров по формированию нового состава Временного правительства. Делегацию принял князь Георгий Львов, который согласился с требованиями и запросил список претендентов на министерские посты от мусульман. Мусульмане выдвинули кандидатуры на посты главы ведомства государственного призрения и заместителей министров земледелия и просвещения, однако эти предложения не были реализованы.
Не попав во Временное правительство, Совет принял участие в формировании местных органов. 22 июля 1917 года в Казани на объединённом собрании участников трех всероссийских съездов (военного, мулльского и общего) была провозглашена национально-культурная автономия мусульман Европейской России и Сибири и созданы Национальный парламент и Национальное управление (правительство) в составе трех ведомств (просвещения, финансов и религии), а также Коллегия по осуществлению культурно-национальной автономии мусульман внутренней России. Все эти органы возглавил член Икомус Садретдин Максудов.

### Совет и подавление корниловского мятежа
Совет сыграл значительную роль в подавлении корниловского мятежа. Среди корниловцев на Петроград двигалась «дикая дивизия». Навстречу «дикой дивизии» выехали представители Совета, которые уговорили горцев прекратить участие в походе.

### Совет после подавления корниловского мятежа
22 сентября 1917 года собрание делегатов национальных организаций выделило Совету 4 места в Предпарламенте. Осенью 1917 года стало очевидным нежелание мусульманской общественности России участвовать в общероссийских организациях. Ахмед Цаликов так оценивал этот абсентеизм:

Трудно объяснить себе причины… абсентеизма, но отчасти он результат нашей политической неподвижности, а может быть и непонимания великих задач современности и необходимости и мусульманской демократии самого активного участия в общедемократическом строительстве судеб нашей злосчастной страны. Тот изменяет делу нации, кто зарывается, как улита, в узко национальную скорлупу или скорлупу местных приходских интересов и абсентеизмом в общеполитическом движении способствует отсутствию мусульман в общих усилиях демократии спасти страну от гибели… Работа на местах, конечно, крайне необходима, но только работа в общероссийском масштабе дает политической организации той или другой народности должный вес и значение
Всероссийский мусульманский совет столкнулся с нежеланием значительной части его членов активно работать по общероссийским темам. Это признавал Цаликов:

Наш политический центр слаб. Горько констатировать свою слабость, но нужно смотреть прямо в глаза действительности. Скрывать нечего. По регламенту во Всероссийском мусульманском совете должно быть свыше 30 делегатов, но ни разу число этих делегатов не доходило и до трех четвертей. В Исполнительном комитете должно быть 12 человек, а фактически пребывает 4 — 5. Эти лица должны воплощать мощь объединённой революционной демократии мусульманского мира России или даже, вернее, воплощать перед лицом новой России весь тянущийся к свободе, проснувшийся от векового сна мусульманский мир. Что говорить, величественная задача стоять на страже интересов народов Ислама, быть народным трибуном своих обездоленных братьев, подчас чуждых и не понимаемых даже лучшими русскими людьми!.. Но… силы должны быть соразмерны с задачами. Тут должна быть соблюдена известная гармония… Этой гармонии нет в деятельности центрального политического органа мусульман России. И вина лежит на самих мусульманах… Создайте тот мощный политический центр мусульман России, необходимость которого, вне всякого сомнения, вызывается всей совокупностью исторических условий. О, такой центр может играть крупную роль не только в политической жизни России, но и всего мира!

## Совет после Октябрьской революции
Октябрьскую революцию Совет поначалу не принял. 28 октября 1917 года Икомус делегировал трех представителей в антибольшевистский Комитет спасения Родины и революции. 10 ноября 1917 года на первой полосе печатного органа Совета было выражено от имени мусульман негативное отношение к большевикам, сопровождавшееся призывом к ненасильственном сопротивлению:

Может быть никому так не ясно все безумие тактики и нынешней правительственной работы большевиков, как нам, многомиллионному населению восточных окраин России. Нам, перед которыми стоит великий труд «прививки» этому населению культурных начал, являющихся завоеванием человечества, его долгом на трудном историческом пути?! Большевистская болезнь должна быть локализована. Она должна быть изжита как можно скорей, но не путем решительной хирургической операции, как рекомендуют некоторые имеющие «задние мысли», а путем соответствующим целям демократии. Путем общественной изоляции. Физическая борьба может только усилить позицию большевизма, хотя бы временно и повести к ненужным жертвам, а в результате и к гибели завоеваний революции. Большевизм может и должен умереть естественной смертью, показав свое банкротство, не разрешив ни одной из тех задач, во имя которых он поднял знамя восстания
Отношение Совета к большевикам резко изменилось после появления обращения Совета народных комиссаров «Ко всем трудящимся мусульманам России и Востока» от 20 ноября 1917 года. Уже 24 ноября 1917 года Совет с оговорками поддержал большевиков, отметив:

Все, чего так страстно домогается мусульманское население России и все, что стоит великим политическим идеалом перед народами мусульманского Востока, обещано правительством народных комиссаров. Никогда никакое европейское правительство не говорило с мусульманами таким языком…
Одновременно Совет приветствовал работу открывшегося 20 ноября 1917 года в Уфе Национального парламента мусульман тюрко-татар Европейской России и Сибири.
Колебался Совет между большевиками и их противниками с окраин недолго. Уже 30 ноября 1917 года было опубликовано в меньшевистской газете «Новая жизнь» (а на следующий день перепечатано «Известиями Всероссийского мусульманского совета») «Открытое письмо Совету народных комиссаров», в котором Цаликов по сути предлагал сотрудничество с советской властью. 1 декабря 1917 года Цаликов встретился с народным комиссаром по делам национальностей Иосифом Сталиным и обещал лояльность Совета новой власти, если большевики выполнят обещания Совнаркома и предоставят мусульманам право устраивать свою жизнь как они хотят.
Сталин ответил, что Совнарком в заявлении о поддержке со стороны исполкома Совета не нуждается. Однако Сталин предложил Совету такие варианты сотрудничества:
- Создание комиссариата по мусульманским делам с включением представителей крупных мусульманских народов;
- Назначение по представлению Икомус на пост помощника комиссара по мусульманским делам мусульманина-социалиста;
- В случае неприемлемости первых двух вариантов сохранить деловые отношения для безболезненного урегулирования мусульманских проблем.

Цаликов на предложения Сталина ответил, что ответ может дать после консультаций с крупными краевыми организациями и после возвращения в Петроград членов Совета и его исполнительного комитета.
Цаликов сосредоточился на выборах во Всероссийское учредительное собрание. 1 января 1918 года в Петроград прибыли семь депутатов-социалистов Учредительного собрания от Казанской и Уфимской губерний и создали Мусульманскую социалистическую фракцию «во имя сохранения преемственности идеи мусульманского представительства в общегосударственных учреждениях и его самостоятельности». Фракция приняла декларацию, в которой предусматривались такие меры:
- Немедленная отмена частной собственности на землю, передача земли без выкупа в руки трудящихся на основе равного права на землю и уравнительного характера землепользования. При этом отдельные территории могут вносить в этот порядок дополнения с учётом местной специфики;
- Провозглашение России демократической федеративной республикой с признанием уже образовавшихся или создаваемых единиц вроде «Поволжского и Туркестанского штатов».

Эту декларацию на заседании Учредительного собрания должен был огласить Цаликов.
5 января 1918 года на заседании Учредительного собрания Цаликов выступил со следующими предложениями:
- Немедленно созвать международный мирный социалистический конгресс с участием представителей «угнетавшихся доселе народов России и других угнетаемых народов Европы, Азии и Африки»;
- Немедленно провозгласить и реализовать на всей территории России права человека и гражданина;
- Немедленно провести глубокие социально-экономические мероприятия с учётом местных условий;
- Признать Россию федерацией и санкционировать существование штата «Поволжье-Южный Урал» и Туркестанского штата.

## Роспуск Совета
Предложения Сталина привели к расколу Совета. После беседы со Сталиным в декабре 1917 года Цаликов направил телеграмму в Национальный парламент мусульман тюрко-татар внутренней России и Сибири телеграмму с просьбой рассмотреть предложения народного комиссара. В ответ делегаты меджлиса решили создать в Петрограде особую коллегию для переговоров с Совнаркомом и отозвать из Совета и Икомус представителей Поволжья, что фактически означало ликвидацию самого Совета.
После выступления Цаликова 17 января 1918 года было реализовано предложение Сталина — создан Центральный мусульманский комиссариат. Однако во главе этого комиссариата был поставлен не Цаликов, а Мулланур Вахитов.
3 февраля 1918 года в Петрограде собрались члены Всероссийского мусульманского совета, которые решили известить мусульманские организации Кавказа, Крыма, Казахстана и Туркестана, что Совет самоликвидируется с 1 марта 1918 года. 23 мая 1918 года «Известия» опубликовали постановление ВЦИК об упразднении Всероссийского мусульманского совета.